# Майке
Майке Роша Олівейра (порт. Mayke Rocha Oliveira, нар. 10 листопада 1992, Карангола, штат Мінас-Жерайс) — бразильський футболіст, захисник клубу «Палмейрас».

## Біографія
Вихованець клубу «Крузейро». 6 червня 2013 року в матчі проти «Корінтіанса» він дебютував в бразильській Серії A. 17 серпня в поєдинку проти «Віторії» він забив свій перший гол за «Крузейро». У своєму першому сезоні він виграв чемпіонат, а через рік повторив це досягнення.
Через травми з сезону 2016 року Майке втратив місце в основі і в травні 2017 року був відданий в оренду в «Палмейрас». У складі «зелених» Майке швидко став основним гравцем і 2018 року допоміг клубу виграти третє для гравця чемпіонство Бразилії, після чого в кінці року підписав повноцінний контракт з клубом.
У 2020 році виграв з «Палмейрасом» чемпіонат штату Сан-Паулу, а у розіграші Кубка Лібертадорес 2020 зіграв у чотирьох матчах і разом з командою став переможцем турніру.

## Досягнення
- Чемпіон Бразилії (3): 2013, 2014, 2018
- Володар Кубка Бразилії (2): 2017, 2020
- Чемпіон штату Сан-Паулу (2): 2020, 2022
- Чемпіон штату Мінас-Жерайс (1): 2014
- Володар Кубка Лібертадорес (2): 2020, 2021
- Володар Рекопи Південної Америки (1): 2022
- Володар Суперкубка Бразилії (1): 2023

### Індивідуальні
- Володар бразильського Срібного м'яча (2): 2013, 2018